# Валрам III фон Тирщайн
Валрам III фон Тирщайн (на немски: Walram III von Thierstein; * ок. 1345; † 22 май 1403) е граф на Тирщайн в Севернозападна Швейцария.

## Биография
Той е син на граф Валрам II фон Тирщайн, пфалцграф на Базел († 1356) и съпругата му Агнес фон Нойенбург-Арберг († пр. 1345), дъщеря на граф Вилхелм фон Арберг († 1324). Внук е на граф Улрих II фон Тирщайн († 1330) и правнук на граф Рудолф VII (III) фон Тирщайн, пфалцграф на Базел († 1318), и Беатрикс фон Геролдсек († сл. 1267). Сестра му Катарина фон Тирщайн († 21 март 1385) се омъжва на 13 януари 1341 г. за маркграф Рудолф II фон Хахберг-Заузенберг, ландграф в Брайзгау († 1353).
През края на 12 век графовете фон Тирщайн наследяват замък Пфефинген от графовете фон Заугерн. През средата на 13 век замъкът е реставриран и фамилията фон Тирщайн резидира там. През началото на 14 век замъкът е зависим от епископство Базел и отношенията между епископа и род Тирщайн не са най-добри. През 1335 г. епископът на Базел обсажда неуспешно замъка. Около средата на 14 век фамилията Тирщайн се разделя на две линии. Едната линия живее веднага във Фарнсбург, а другата в Ной-Тирщайн и Пфефинген.

## Фамилия
Първи брак: с фон Раполтщайн († сл. 1368), дъщеря (вероятно извънбрачна) на фрайхер Йохан III фон Раполтщайн/II († 1362) и Елизабет фон Геролдсек-Лар († 1341). Те имат децата:
- Лудвиг фон Тирщайн († 1402)
- Валрам IV фон Тирщайн († 9 юли 1386, убит в битката при Земпах), граф на Тирщайн, господар на Пфефинген, женен пр. 4 април 1369 г. за Аделхайд фон Баден († между 19 юли 1370 и 31 декември 1373)
- Йохан II фон Тирщайн († 9 юли 1386, убит в битката при Земпах), каноник в Базел
- Верена фон Тирщайн († сл. 1417/1421), омъжена I. пр. 16 август 1380 г. за Йохан Улрих фон Хазенбург († 9 юли 1386), II. (11 септември 1343) за Пиер дьо Кли – дьо Ла Роше-д'Ор († сл. 1401), III. за Улман фон Масмюнстер († сл. 1416)
- Анна фон Тирщайн († 14 юли 1401), омъжена I. за рицар Мартин Малтерер, господар на Валдкирх, фогт в Елзас, Зундгау и Бризгау († 9 юли 1386 при Земпах), II. за граф Еберхард VII фон Неленбург († между 24 юли 1421 и 27 март 1422)

Втори брак: сл. 17 февруари 1360 г. с Гизела фон Кайзерсберг († 22 декември 1381), вдовица на Йоханес Малтерер, кунцилман на Фрайбург († между 15 и 17 февруари 1360), дъщеря на Отеман фон Кайзерсберг († 1355) и Маргарета Зневелин († 1357). Бракът е бездетен.
Трети брак: сл. 1368 г. с графиня Анна фон Фюрстенберг († 1401), дъщеря на граф Хайнрих IV фон Фюрстенберг († 1408) и Аделхайд фон Хоенлое-Вайкерсхайм († 1370), която при друг източник е първата му съпруга. Бракът е бездетен.
Четвърти брак: с Изабела дьо Рай († сл. 1408). Бракът е бездетен.